# Tigerton

## 7300-серія «Tigerton»

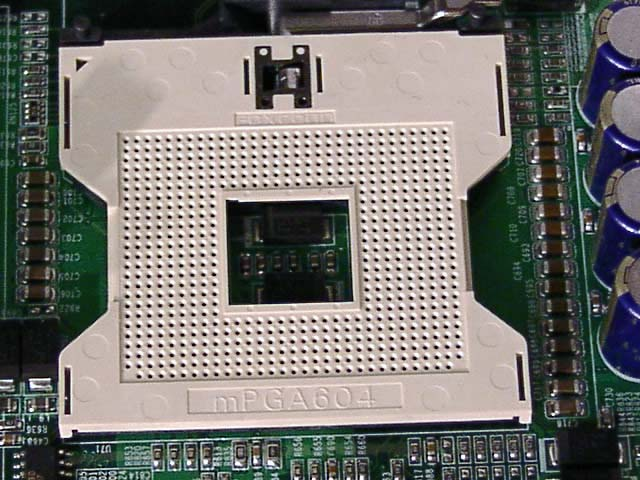
Socket 604

Tigerton — кодове ім'я чотирьохядерного процесора Intel (product code 80565).
Процесор складається з двох двоядерних кремнієвих чипів мікроархітектури Core 2 на одному керамічному модулі, упакованому в Socket 604.
Процесор належить відноситься до лінійки серверних мікропроцесорів виробництва Intel. Назва ранніх моделей складалася з відповідної назви з ряду настільних процесорів і слова Xeon, сучасні моделі мають в назві тільки Xeon. Найближчим аналогом є Xeon 5300 серії модулів Clovertown процесора.
Tigerton — другий 4-ядерний серверний чип компанії після Clovertown. Він відноситься до серії Xeon MP 7000 і встановлювався в багатопроцесорні машини. Це перший процесор для лінійки багатопроцесорних серверів, який використовував архітектуру Intel Core, яка набагато більш продуктивна і енергоефективна, ніж NetBurst.
Для північного мосту чипсета «Clarksboro» — серверної платформи «Caneland», застосовуваної для Tigerton, використовувався кулер. Чипи Tigerton встановлювались під чотирма масивними алюмінієвими радіаторами.
Intel стверджував, що процесори Xeon серії 7300 мають більш ніж у два рази вищу продуктивність на ват, ніж попередне покоління від Intel 7100 серії. Clarksboro використовує повністю буферизовану пам'ять,[джерело?] що має усунути вузьке місце підсистеми пам'яті при роботі чотирьох процесорів Tigerton в одному сервері.
7xxx серія націлена на великий ринок серверів, підтримка конфігурацій до 32 процесорів на хості.
Процесори Tigerton були анонсовані як частина серверної платформи Caneland MP у вересні 2007 року. Xeon MP Е7210 має кеш-пам'ять другого рівня об'ємом 8 Мб (по 4 Мб для кожного ядра) і підтримує частоту шини 1066 Мгц; Е7220 відрізняється частотою ядер — 2,93 ГГц. Серія Xeon MP 7300 включає моделі E7310-7340 (частоти від 1,6 ГГц до 2,4 ГГц), L7345 (1,86 ГГц, 2х4 Мб L2) і X7350 (2,93 ГГц, 2х4 Мб L2); частота шини для всіх версій — 1066 МГц.
Останні роздрібні версії відвантажено 14 травня 2010, а процесори для виробників комп'ютерних систем — 10 серпня 2012 року.
| model | Speed (GHz) | L2 Кеш (MB) | FSB (MHz) | TDP (W) |
| ----- | ----------- | ----------- | --------- | ------- |
| E7310 | 1.60        | 2×2         | 1066      | 80      |
| E7320 | 2.13        | 2×2         | 1066      | 80      |
| E7330 | 2.40        | 2×3         | 1066      | 80      |
| E7340 | 2.40        | 2×4         | 1066      | 80      |
| L7345 | 1.86        | 2×4         | 1066      | 50      |
| X7350 | 2.93        | 2×4         | 1066      | 130     |